# 拉盖里尼耶尔
拉盖里尼耶尔（法語：La Guérinière，法語發音：[la ɡeʁinjɛʁ]）是法国卢瓦尔河地区大区旺代省的一个市镇，位于该省西部的努瓦尔穆捷岛上，属于莱萨布勒多洛讷区。

## 地理
拉盖里尼耶尔（46°58'2"N, 2°13'54"W）面积7.82 平方千米，位于法国卢瓦尔河地区大区旺代省，该省份为法国西部沿海省份，北起大西洋卢瓦尔省和曼恩-卢瓦尔省，西临大西洋，南至滨海夏朗德省，东部及东南部与德塞夫勒省接壤。
与拉盖里尼耶尔接壤的市镇（或旧市镇、城区）包括：巴尔巴特尔、莱皮讷。
拉盖里尼耶尔的时区为UTC+01:00、UTC+02:00（夏令时）。

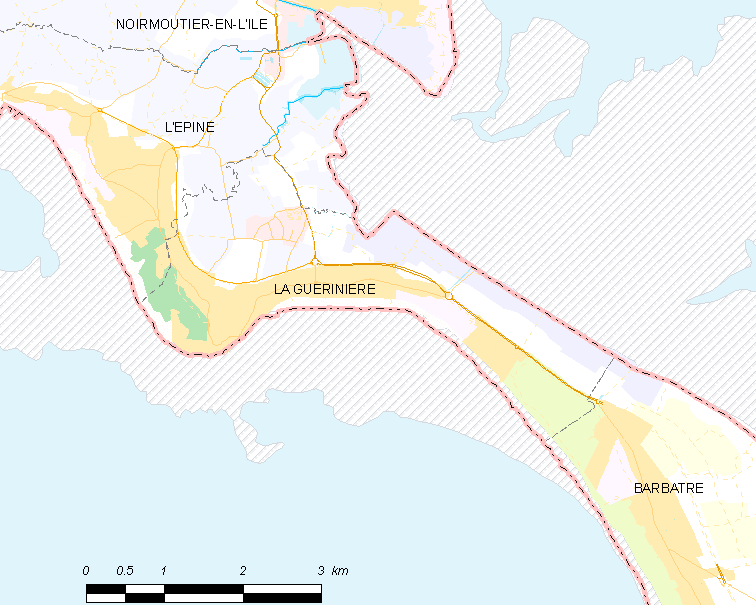
拉盖里尼耶尔的OSM定位图

## 行政
拉盖里尼耶尔的邮政编码为85680，INSEE市镇编码为85106。

## 政治
拉盖里尼耶尔所属的省级选区为圣让德蒙县。

## 人口

1962-2008年间拉盖里尼耶尔人口变化图示

拉盖里尼耶尔于2022年1月1日时的人口数量为1335人。